# Homoneura tunisica
Homoneura tunisica är en tvåvingeart som beskrevs av Papp 1978. Homoneura tunisica ingår i släktet Homoneura och familjen lövflugor. Inga underarter finns listade i Catalogue of Life.